# Beit Ghazaleh
Beit Ghazaleh (Maison Gazalé; das Ġazaleh-Haus; arabisch بيت غزالة, DMG Bait Ġazāla) ist einer der größten und besser erhaltenen Paläste aus der osmanischen Zeit in Aleppo. Er wurde nach der Ghazaleh-Familie benannt, die den Palast für etwa zwei Jahrhunderte im Besitz hatte. Seit 1914 wurde er als eine öffentliche Schule verwendet und im 21. Jahrhundert restauriert, um das Memory-Museum der Stadt Aleppo aufzunehmen. Beit Ghazaleh befindet sich im al-Jdayde-Viertel (sprich „al-Dschudayda“) von Aleppo.

## Geschichte: Ursprünge des Ghazaleh-Hauses in Aleppo

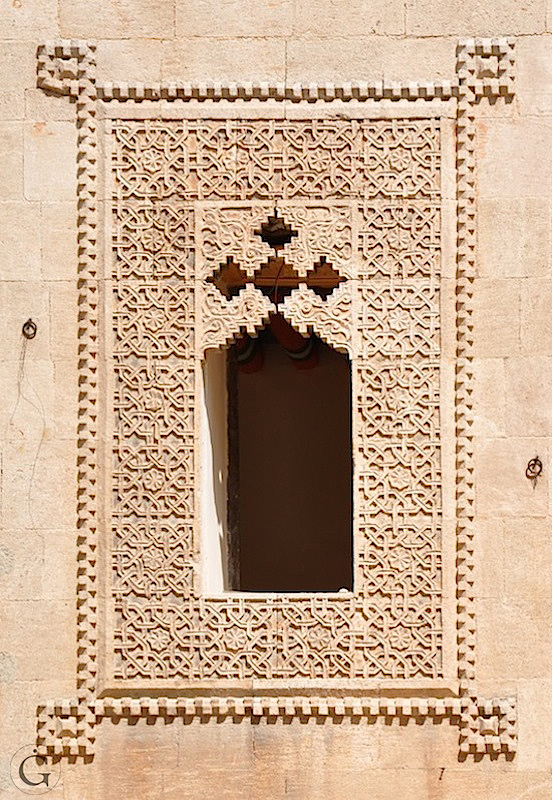
Beispiel für die kunstvollen Fenster

Das Haus liegt am westlichen Rand eines großen Vorortes, bewohnt von einer multireligiösen und multiethnische Bevölkerung. Das Viertel im Norden der Altstadt von Aleppo entwickelte sich seit der späten Mameluken-Epoche. Der Bereich wurde im Christen-Viertel von Jdeideh organisch um seine Kirchen gruppiert. Hier lebten die Honoratioren der christlichen Gemeinden Aleppos, vor allem die Armenier, die im Handel mit Indien und Persien spezialisiert waren.
Das Ghazaleh-Haus wurde vor zwei großen muslimischen Waqfs gebaut, angelegt 1583 bis 1590 und 1653. Zusammen bildeten sie ein monumentales Zentrum einer belebten gemischten christlich-muslimischen Nachbarschaft. Einzigartig in seine Größe und Dekor verkörpert Beit Ghazaleh Reichtum und Macht der christlichen Gemeinde im 17. Jahrhundert in Aleppo. Die Dekorplatten von Beit Ghazaleh – hergestellt von lokalen Handwerkern –  enthalten keine menschlichen Darstellungen. Die Platten zeigen viele gemalte Inschriften, präsentieren einen Mix aus beliebten Sprüchen, mystische Poesie – ihre Autoren waren entweder Muslime oder Christen – und biblischen Psalmen. Die Vielfalt von Quellen unterstreicht die reiche arabische Kultur und das Gedankengut der typisch städtischen Eliten von Aleppo.
Das Ghazaleh-Haus erlitt 2014 und 2015 katastrophale Schäden durch Bürgerkriegskämpfe. Das Anwesen wurde von verschiedenen Explosionen getroffen und alle verbliebenen dekorativen Holztafeln wurden von Unbekannten geplündert.
Im Januar 2021 wurde ein Antrag auf Aufnahme von Beit Ghazaleh in die World Monuments Watch List gestellt. Notarbeiten zum Schutz der Struktur wurden später in diesem Jahr begonnen.
Seine Struktur wurde durch das Erdbeben von 2023 zusätzlich getroffen.

## Studien und Restaurierung

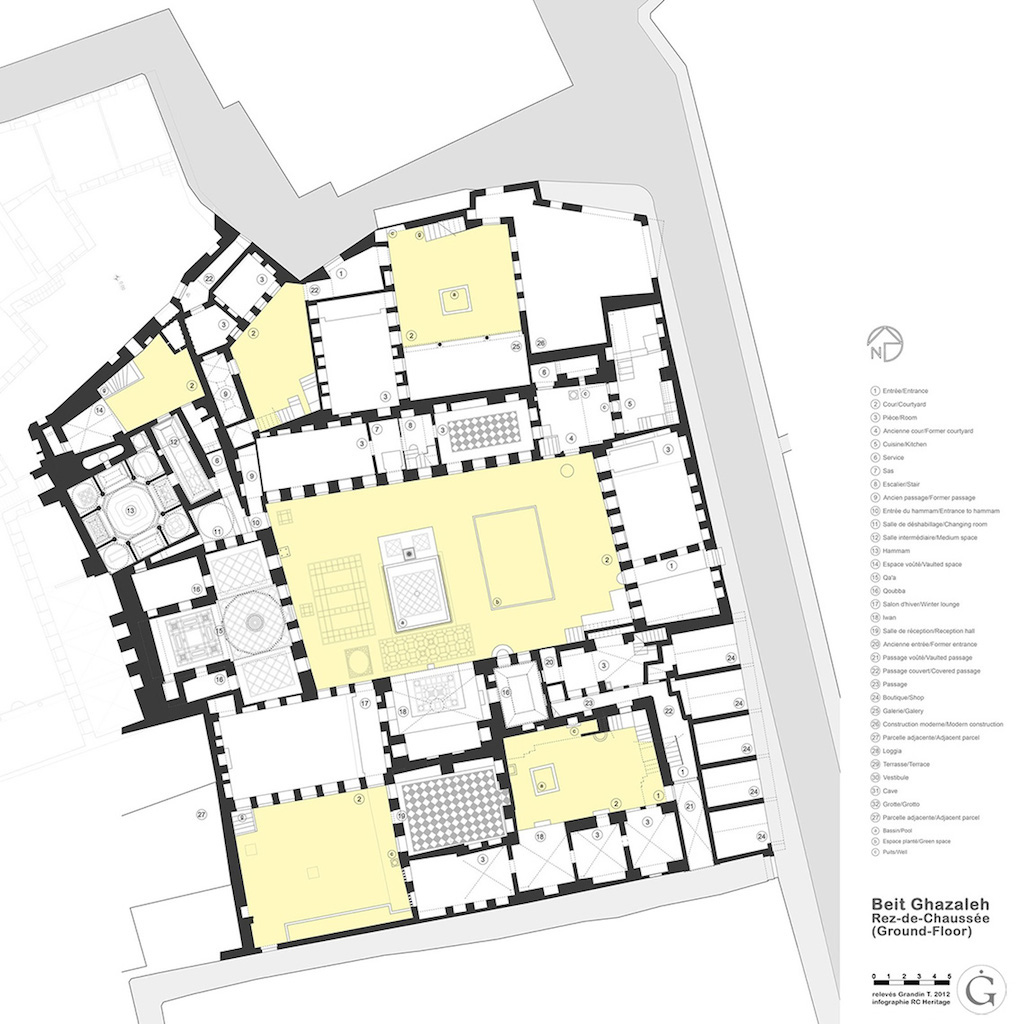
Die sechs Innenhöfe

Von 2007 bis 2011 führte die syrische Generaldirektion für Altertümer und Museen eine große Restaurierungskampagne, um Beit Ghazaleh in ein Museum zur Erinnerung an die Stadt Aleppo umzuwandeln. Restaurierungsarbeiten betrafen vor allem die Erneuerung eines Teils der Dekorplatten durch Damaszener-Handwerker.
Parallel dazu starteten Nachkommen der Familie Ghazaleh eine wissenschaftliche Studie des Hauses. Die Studie, die im Jahr 2010 begann, zielt darauf ab, eine genaue Chronologie der Entwicklung von Beit Ghazaleh seit der Gründung zu schaffen.

## Galerie

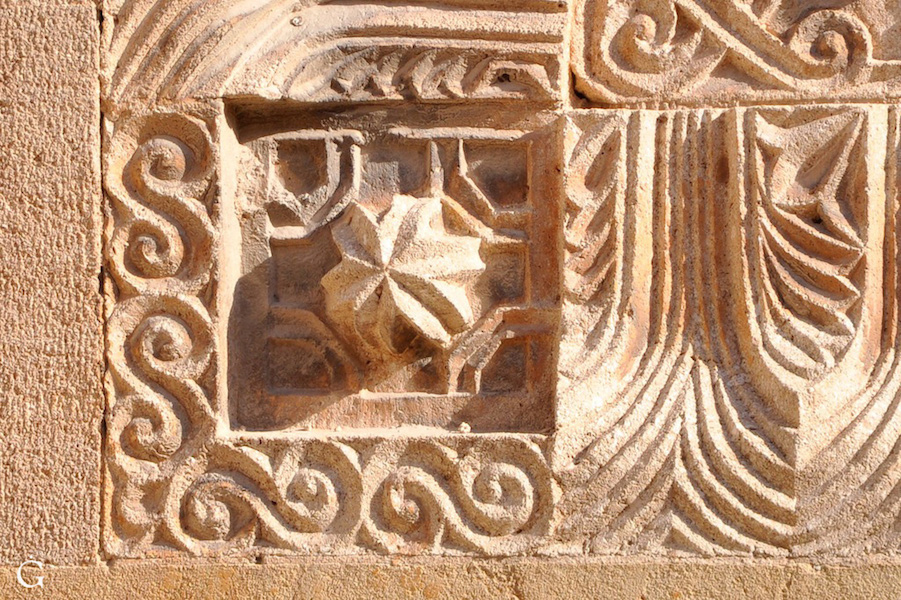
Detail der Skulptur von einem Rahmen an der nördlichen Fassade das Ġazaleh-Haus
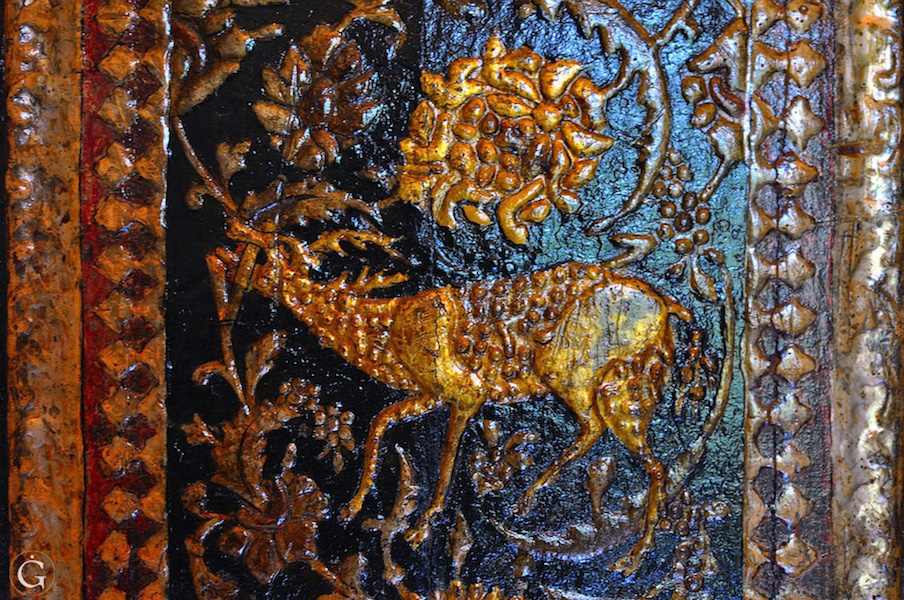
Die "Gazelle" von Beit Ghazaleh (Collection Pharaon,[12] Beirut 2011)
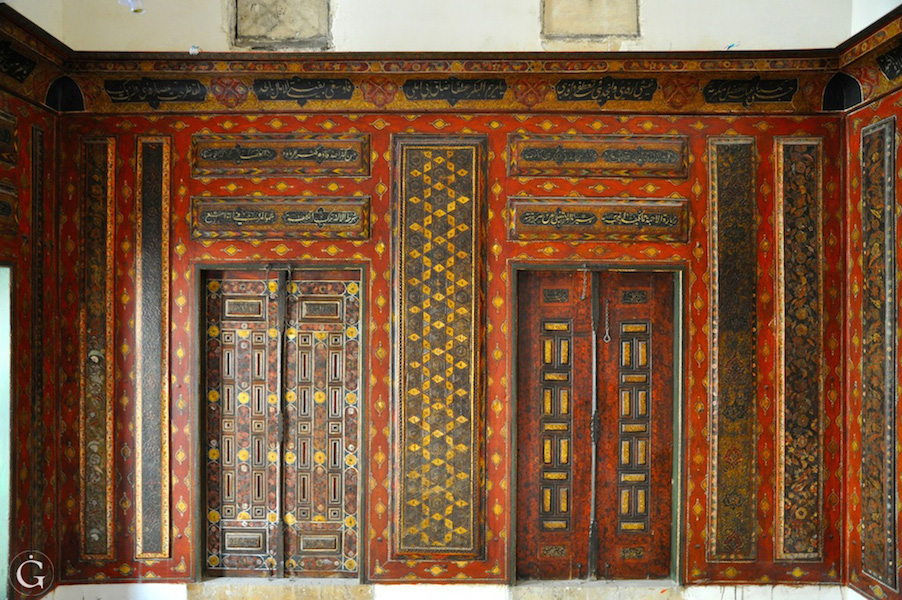
Die Qoubba der Holzplatten aus dem Hause Ġazaleh in Aleppo
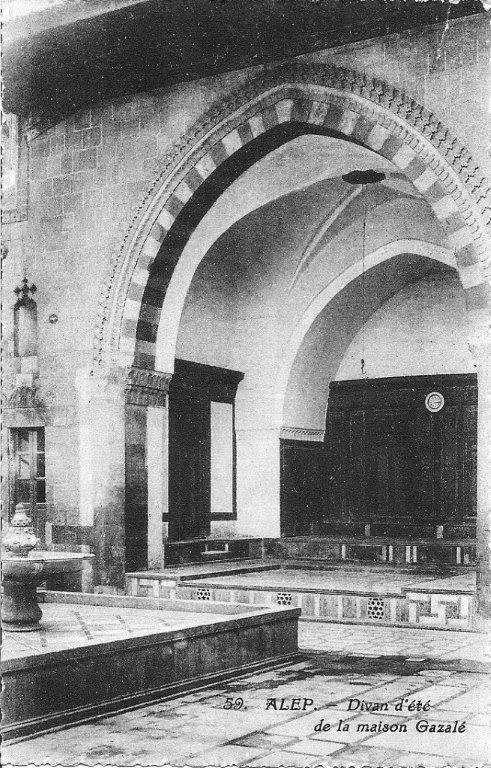
Sommer Iwan des Hauses Gazaleh  (1918–1920)
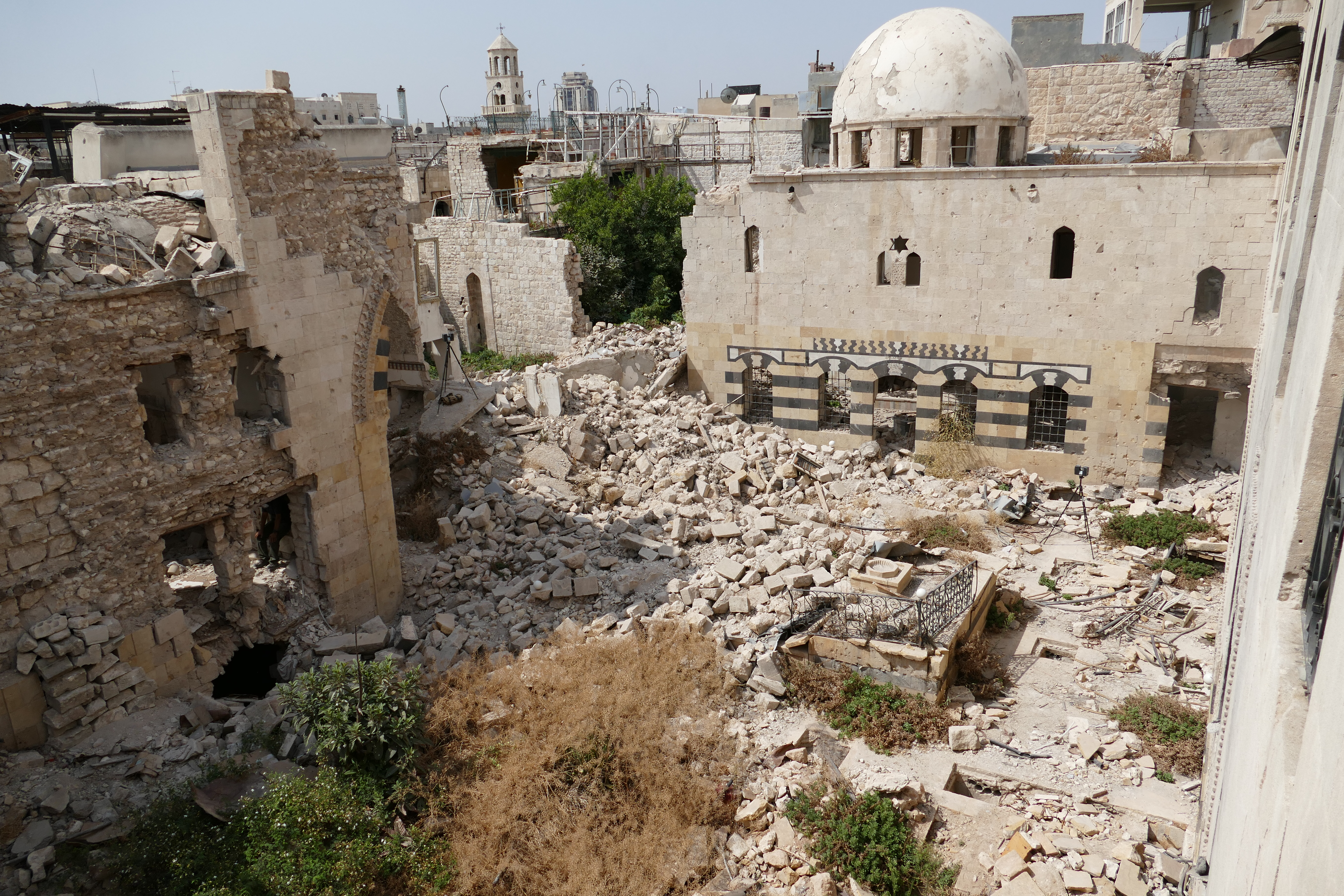
Das Ghazaleh-Haus im September 2017